# Coprophanaeus acrisius
Coprophanaeus acrisius là một loài bọ cánh cứng trong họ Bọ hung (Scarabaeidae).